# الكونتيسة الغامضة
صوفي بوتا التي عرفت باسم الكونتيسة الغامضة (بالفرنسية: Comtesse des Ténèbres) (بالألمانية: Dunkelgräfin) (حوالي 1770 و1777 - 25 نوفمبر 1837)؛ هي امرأة لم يتعرف على هويتها حتى يومنا هذا. في 1807 ظهرت الكونتيسة في هيلدبورغهاوزن وعاشت بها منذ 1807 حتى وفاتها. كانت مغطية وجهها وجسمها بالكامل، حيث لم يتعرف أحد على هويتها، لذا أطلق عليها اسم الكونتيسة الغامضة.
شك بعض المؤرخون الألمانيون لفترة أنها كانت ماري تيريز شارلوت، المدام ملكي، الابنة الكبرى للملك لويس السادس عشر وماري أنطوانيت. ولكن في 28 يوليو 2014، بثت قناة دائرة الإهتمام حول الكونتيسة الغامضة على شاشة التلفاز، النتائج التي أثبتت بما لا يدع مجالاً للشك أن الكونتيسة الغامضة لم تكن ماري تيريز.

## السيرة الذاتية
ظهرت الكونتيسة الغامضة في هيلدبورغهاوزن في 7 فبراير 1807. في عام 1810، إنتقلت إلى قلعة إيشهاوزن القريبة ولكن منعزلة عن البشر حيث مكثت حتى وفاتها. قدم رجل على أنه الكونت فافيل دي فيرساي، السكرتير في السفارة الهولندية؛ وأبقى هوية المرأة سرية، ولكنهم لم يكونوا متزوجين ولا عشاق. لقد عاشوا حياة سرية، وخاصة الكونتيسة التي غامرت بالخروج فقط في عربة و بغطاء يغطي وجهها. في 25 نوفمبر 1837، عند وفاتها، تم دفنها بأسرع وقت، بحيث أن لم يكن هناك أي خدمة دينية.

## ألغاز ونظريات

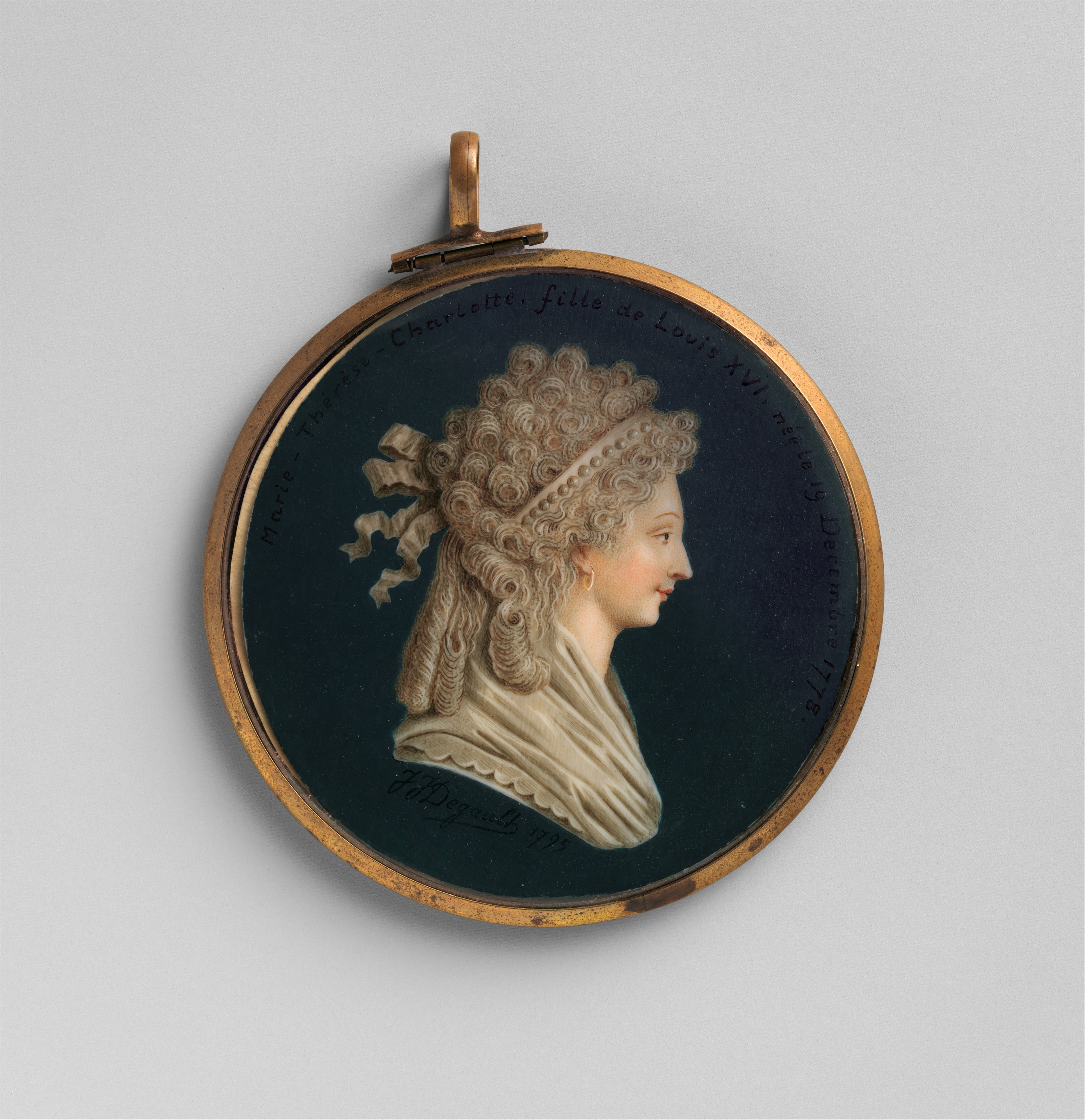
ماري تيريز شارلوت

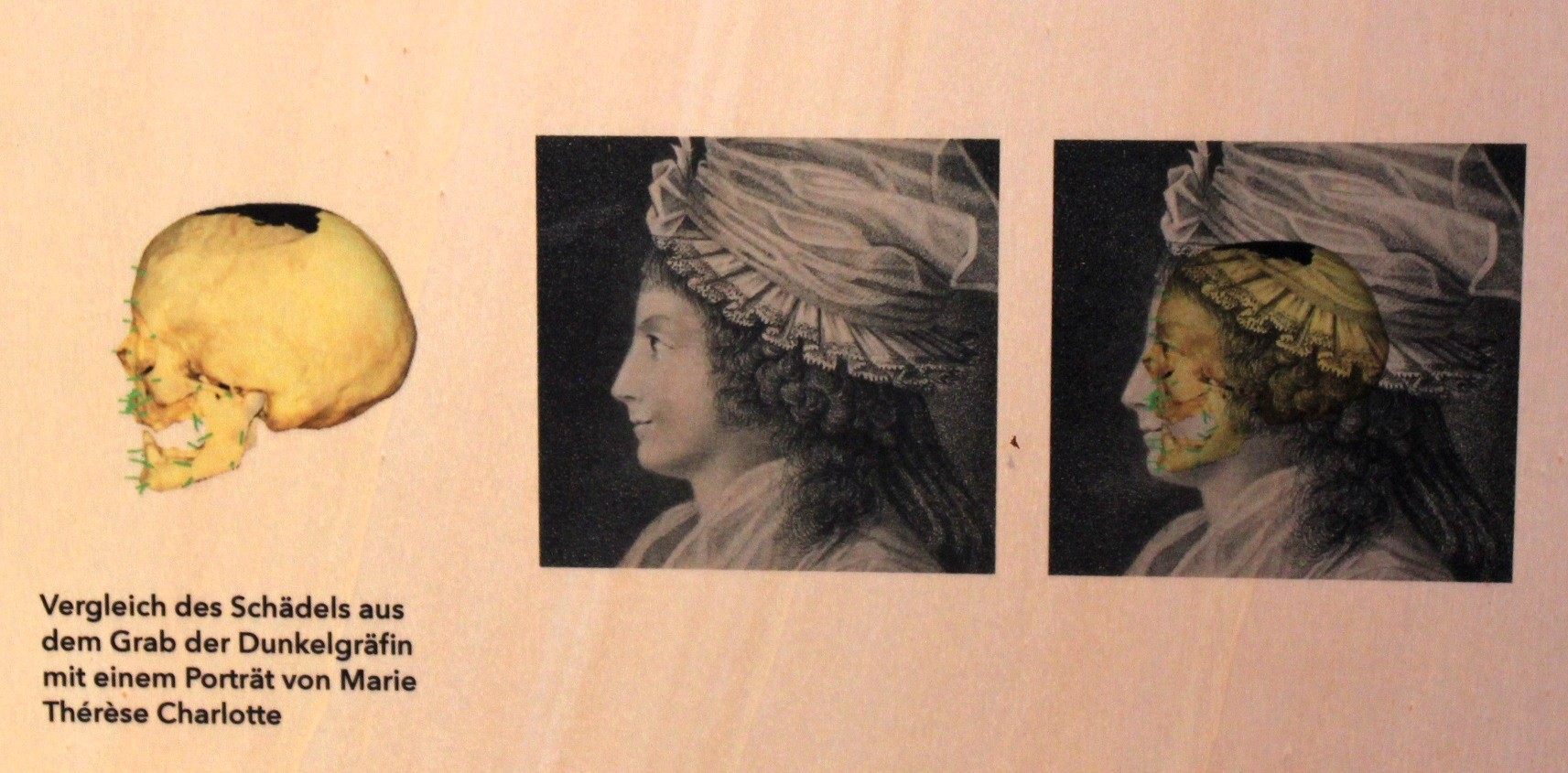
مقارنة بين جمجمة الكونتيسة الغامضة و ماري تيريز شارلوت

في أكتوبر 2013، أنتشرت أخبار عن استخراج قبر الكونتيسة الغامضة في هيلدبورغهاوزن، تورينغن، ألمانيا.
 أثارت الكونتيسة الكثير من الاهتمام وبدأت النظريات حول هويتها في وقت مبكر. أبرزها مع القليل من الدعم من المؤرخين على الرغم من أنها تقترح أنها ستكون ماري تيريز الحقيقية، ابنة ماري أنطوانيت، التي سجنت في برج تومبل أثناء الثورة الفرنسية. وفقاً لهذه الفرضية، فإن ماري تيريز، أصيبت بصدمة شديدة من بلاطها بسبب الإعتداء. رفضت لترى العالم الخرجي؛ ولكن شقيقتها المتبناة، إرنستين لامبريكيه، كانت ستحل محلها.
عندما تم إطلاق سراح ماري تيريز من برج تومبل في عام 1795 وسمحوا لها بالمغادرة إلى النمسا، تم اختيار رينيه سوزان دو سوسي لمرافقتها في رحلتها إلى الحدود في هونينج بعد والدتها ماري أنجيليك دو ماكاو التي كانت الخيار الأول لها، أُجبرت على التراجع لأسباب صحية. جلست ماري تيريز، التي رحلت من فرنيا تحت اسم (صوفي)، في العربة مع دو سوسي والحراس ميتشين وجومين. تبعهم الخدم الذكور هيو وبارون والطباخ مونييه وكذلك الخادمة كاثرين دي فارين وصبي مراهق يدعى بيير دي سوسي في العربة التالية. وفقًا لنظرية تبادل الأدوار، ساعدها بيير دو سوسي ماري تيريز في تبادل الأدوار مع إرنستين لامبريكيه أثناء الرحلة إلى النمسا في 1795.
من بين الأشخاص الثمانية الذين رافقوا ماري تيريز خلال رحلتها عبر فرنسا عام 1795، تم ذكر الخادمة كاثرين دي فارين والصبي المراهق بيير دي سوسي في جوازات السفر، لكن كان من المستحيل تحديد هويتهم. ورد في جواز السفر أن بيير دي سوسي هو ابن رينيه سوزان دي سوسي، ولكن لم يكن لديها ابن بهذا الاسم. بعد ذلك واصلت إرنستين دي لامبريكيه الذهاب إلى النمسا متنكرة بماري تيريز، بينما استقرت ماري تيريز نفسها في ألمانيا باسم (الكونتيسة الغامضة).
بحسب المدام هامبورغ، وصيفة الملكة ماري اعتقدت أن الكونتيسة كانت أميرة كوندي.